# Dunai Antal
Dunai Antal, született Dujmov Antal (Gara, 1943. március 21. – ) olimpiai bajnok magyar labdarúgó, edző, sportvezető. A sportsajtóban Dunai II néven szerepelt. Baján közgazdasági technikumban érettségizett 1961-ben.

## Pályafutása

### Játékosként
Pályafutását a Bajai Bácska csapatában kezdte 1953-ban, majd 1961-ben a Pécsi Dózsához került, majd 1964-ben az Újpesti Dózsa csatára lett. Hamar bekerült a kezdőcsapatba. Ebben az évben tagja volt az olimpiai csapatnak. Első magyar bajnokságát 1969-ben nyerte meg az Újpesti Dózsával, melyet 1975-ig sorozatban hétszer megnyert. Emellett háromszor nyerte meg a Magyar Népköztársaság Kupáját (1969, 1970, 1975).
Pályafutása során három alkalommal volt gólkirály (1967, 1968, 1970). 1967-ben Ezüstcipőt, 1968-ban Bronzcipőt nyert. Az 1968-as mexikóvárosi olimpián tagja volt az aranyérmet, ill. az 1972-es müncheni olimpián ezüstérmet szerző magyar válogatottnak.
Az Újpesttől 1976-ban távozott, majd egy szezont töltött a Debreceni VSC-nél. Későbbi edzői pályafutása mellett játszott a Chinoin és az osztrák Simmering csapatában. 1981-ben fejezte be aktív pályafutását. Belső csatárként stílusára a gyors, lendületes és rendkívül gólveszélyes játék volt a jellemző.
Testvére, Dunai I János szintén labdarúgó volt, olimpiai bronzérmet szerzett 1960-ban.

### Edzőként
1978-ban az Újpesti Dózsa edzője lett, majd 1981-ben Spanyolországban kezdett dolgozni. Edzősködött a Jereznél (1981–1982, a Real Betisnél (1982–1983) és a Castellón csapatánál (1985–1986). Ekkor rövid időre hazatért és a Zalaegerszegi TE vezetőedzője lett. 1987-ben visszament Spanyolországba, ahol a Real Murcia vezetőedzője volt egy szezonban, majd visszatért Zalaegerszegre. 1990 és 1991 között a veszprémi labdarúgócsapat vezetőedzője volt.
1993-ban a Magyar Labdarúgó-szövetség kinevezte az olimpiai válogatott szövetségi edzőjévé, ahol edzői pályafutásának legnagyobb sikerét érte el, amikor kijutott a válogatottal az 1996-os atlantai olimpiára. Ebben az évben kinevezték az utánpótlás-válogatottak konzultánsává. Közben volt az ÚTE labdarúgó szakosztályának igazgatója 1995 és 1996 között, valamint 1997-ig a DVSC vezetőedzője is. Az olimpiai válogatottól 1998-ban távozott. 2001-ben rövid időre visszatért az utánpótlás-válogatotthoz.

### Sportvezetőként
1998-tól az Ifjúsági- és Sportminisztériumban miniszteri biztosként és tanácsadóként dolgozott, ahonnan 2001-ben vonult nyugdíjba. 2006-ban a Magyar Labdarúgó-szövetség szakmai ügyekért felelős alelnökévé választották. A Magyar Olimpiai Bizottság tagja.

## Sikerei, díjai
- 2013 – A Magyar Érdemrend középkeresztje[2]
- A Halhatatlan Magyar Sportolók Egyesületének tagja[3]
- MOB Életműdíj: 2019[4]

### Játékosként
- Olimpiai játékok
  - aranyérmes: 1968, Mexikóváros
  - ezüstérmes, 1972, München
- Európa-bajnokság
  - 4.: 1972, Belgium
- Magyar bajnokság
  - bajnok: 1969, 1970-tavasz, 1970–71, 1971-72, 1972–73, 1973-74, 1974-75
  - gólkirály: 1967, 1968, 1970
  - ezüstcipő: 1967
  - bronzcipő: 1968
- Magyar Népköztársasági Kupa (MNK)
  - győztes: 1969, 1970, 1975
- Vásárvárosok Kupája (VVK)
  - döntős: 1968-69
- az Újpesti Dózsa örökös bajnoka: 1985

## Statisztika

### Mérkőzései a válogatottban
| Magyarország | Magyarország         | Magyarország                            | Magyarország     | Magyarország | Magyarország  | Magyarország          | Magyarország | Magyarország    |
| #            | Dátum                | Helyszín                                | Hazai            | Eredmény     | Vendég        | Kiírás                | Gólok        | Esemény         |
| ------------ | -------------------- | --------------------------------------- | ---------------- | ------------ | ------------- | --------------------- | ------------ | --------------- |
|              | 1963. május 4.       | Budapest, Népstadion                    | Magyarország     | 4 – 0        | Svédország    | olimpiai selejtező    | -            |                 |
|              | 1963. december 3.    | Dakar                                   | Szenegál         | 3 – 8        | Magyarország  | barátságos (olimpiai) | -            | Gól · Gól · Gól |
|              | 1963. december 5.    | Abidjan                                 | Elefántcsontpart | 1 – 4        | Magyarország  | barátságos (olimpiai) | -            |                 |
|              | 1963. december 8.    | Lomé                                    | Togo             | 2 – 3        | Magyarország  | barátságos (olimpiai) | -            | Gól · Gól       |
|              | 1963. december 15.   | Accra                                   | Ghána            | 1 – 2        | Magyarország  | barátságos (olimpiai) | -            | Gól             |
|              | 1963. december 26.   | Algír                                   | Algéria          | 0 – 3        | Magyarország  | barátságos (olimpiai) | -            |                 |
|              | 1964. április 15.    | Göteborg                                | Svédország       | 2 – 2        | Magyarország  | olimpiai selejtező    | -            | Gól             |
|              | 1968. október 13.    | Guadalajara, Estadio Jalisco (MEX)      | Magyarország     | 4 – 0        | Salvador      | olimpiai C csoport    | -            | 47'             |
|              | 1968. október 15.    | Guadalajara, Estadio Jalisco (MEX)      | Magyarország     | 2 – 2        | Ghána         | olimpiai C csoport    | -            | 15'             |
|              | 1968. október 17.    | Guadalajara, Estadio Jalisco (MEX)      | Magyarország     | 2 – 0        | Izrael        | olimpiai C csoport    | -            | 40' 75'         |
|              | 1968. október 20.    | Guadalajara, Estadio Jalisco (MEX)      | Magyarország     | 1 – 0        | Guatemala     | olimpiai negyeddöntő  | -            |                 |
|              | 1968. október 22.    | Mexikóváros, Estadio Azteca (MEX)       | Magyarország     | 5 – 0        | Japán         | olimpiai elődöntő     | -            |                 |
|              | 1968. október 26.    | Mexikóváros, Estadio Azteca (MEX)       | Magyarország     | 4 – 1        | Bulgária      | olimpiai döntő        | -            | 41' 49'         |
| 1.           | 1969. május 25.      | Budapest, Népstadion                    | Magyarország     | 2 – 0        | Csehszlovákia | vb-selejtező          | 1            | 12'             |
| 2.           | 1969. június 8.      | Dublin, Lansdowne Road                  | Írország         | 1 – 2        | Magyarország  | vb-selejtező          | 1            | 24'             |
| 3.           | 1969. június 15.     | Koppenhága, Idrætspark                  | Dánia            | 3 – 2        | Magyarország  | vb-selejtező          | -            | 35'             |
| 4.           | 1969. szeptember 14. | Prága, Stadion Letná                    | Csehszlovákia    | 3 – 3        | Magyarország  | vb-selejtező          | 1            | 37'             |
| 5.           | 1969. szeptember 24. | Stockholm, Råsunda Stadion              | Svédország       | 2 – 0        | Magyarország  | barátságos            | -            |                 |
| 6.           | 1969. november 5.    | Budapest, Népstadion                    | Magyarország     | 4 – 0        | Írország      | vb-selejtező          | -            | 46'             |
| 7.           | 1970. április 12.    | Belgrád, JNA stadion                    | Jugoszlávia      | 2 – 2        | Magyarország  | barátságos            | -            | 48'             |
| 8.           | 1970. május 16.      | Budapest, Népstadion                    | Magyarország     | 1 – 2        | Svédország    | barátságos            | -            |                 |
| 9.           | 1970. szeptember 9.  | Nürnberg, Frankenstadion                | NSZK             | 3 – 1        | Magyarország  | barátságos            | -            | 46'             |
| 10.          | 1970. szeptember 27. | Budapest, Népstadion                    | Magyarország     | 1 – 1        | Ausztria      | barátságos            | -            |                 |
| 11.          | 1971. július 22.     | Rio de Janeiro, Maracanã Stadion        | Brazília         | 0 – 0        | Magyarország  | barátságos            | -            |                 |
| 12.          | 1971. szeptember 1.  | Budapest, Népstadion                    | Magyarország     | 2 – 1        | Jugoszlávia   | barátságos            | -            | 10'             |
| 13.          | 1971. szeptember 25. | Budapest, Népstadion                    | Magyarország     | 2 – 0        | Bulgária      | Eb-selejtező          | -            |                 |
| 14.          | 1971. október 9.     | Párizs, Colombes Stadion                | Franciaország    | 0 – 2        | Magyarország  | Eb-selejtező          | -            |                 |
| 15.          | 1971. október 27.    | Budapest, Népstadion                    | Magyarország     | 4 – 0        | Norvégia      | Eb-selejtező          | 1            | 24'             |
| 16.          | 1971. november 14.   | Valletta                                | Málta            | 0 – 2        | Magyarország  | vb-selejtező          | -            |                 |
| 17.          | 1972. január 12.     | Madrid, Santiago Bernabéu stadion       | Spanyolország    | 1 – 0        | Magyarország  | barátságos            | -            | 60'             |
| 18.          | 1972. március 29.    | Budapest, Népstadion                    | Magyarország     | 0 – 2        | NSZK          | barátságos            | -            |                 |
| 19.          | 1972. április 29.    | Budapest, Népstadion                    | Magyarország     | 1 – 1        | Románia       | Eb-selejtező          | -            |                 |
| 20.          | 1972. május 6.       | Budapest, Megyeri úti stadion           | Magyarország     | 3 – 0        | Málta         | vb-selejtező          | -            | 29'             |
| 21.          | 1972. május 14.      | Bukarest                                | Románia          | 2 – 2        | Magyarország  | Eb-selejtező          | -            | 66'             |
| 22.          | 1972. május 25.      | Stockholm, Råsunda Stadion              | Svédország       | 0 – 0        | Magyarország  | vb-selejtező          | -            | 76'             |
| 23.          | 1972. június 14.     | Brüsszel, Heysel Stadion (BEL)          | Szovjetunió      | 1 – 0        | Magyarország  | Eb-elődöntő           | -            | 60'             |
| 24.          | 1972. június 17.     | Liège, Stade Maurice Dufrasne           | Belgium          | 2 – 1        | Magyarország  | Eb 3. helyért         | -            |                 |
| 25.          | 1972. augusztus 27.  | Nürnberg, Frankenstadion (FRG)          | Magyarország     | 5 – 0        | Irán          | olimpiai csoportkör   | 3            | 31' 47' 89'     |
|              | 1972. augusztus 29.  | München, Olimpiai Stadion (FRG)         | Magyarország     | 2 – 2        | Brazília      | olimpiai csoportkör   | -            | 4'              |
| 26.          | 1972. augusztus 31.  | Augsburg, Rosenaustadion (FRG)          | Dánia            | 0 – 2        | Magyarország  | olimpiai csoportkör   | -            |                 |
| 27.          | 1972. szeptember 3.  | Passau, Drei-Flüsse Stadion (FRG)       | Magyarország     | 2 – 0        | NDK           | olimpiai középdöntő   | 1            | 60'             |
|              | 1972. szeptember 6.  | München, Olimpia Stadion                | NSZK             | 1 – 4        | Magyarország  | olimpiai középdöntő   | -            | 43'             |
|              | 1972. szeptember 8.  | Regensburg (FRG)                        | Magyarország     | 2 – 0        | Mexikó        | olimpiai középdöntő   | -            | 35' 73'         |
| 28.          | 1972. szeptember 10. | München, Olimpia Stadion (FRG)          | Lengyelország    | 2 – 1        | Magyarország  | olimpiai döntő        | -            | 80'             |
| 29.          | 1972. október 15.    | Bécs, Práter-stadion                    | Ausztria         | 2 – 2        | Magyarország  | vb-selejtező          | 1            | 16'             |
| 30.          | 1973. április 29.    | Budapest, Népstadion                    | Magyarország     | 2 – 2        | Ausztria      | vb-selejtező          | -            |                 |
| 31.          | 1973. május 16.      | Karl-Marx-Stadt, Ernst Thälmann Stadion | NDK              | 2 – 1        | Magyarország  | barátságos            | -            | 65'             |
|              | Összesen             |                                         |                  | 31           | mérkőzés      |                       | 9            | gól             |

### Mérkőzései az olimpiai válogatott szövetségi kapitányként
| Magyarország | Magyarország     | Magyarország               | Magyarország | Magyarország | Magyarország | Magyarország       | Magyarország | Magyarország |
| #            | Dátum            | Helyszín                   | Hazai        | Eredmény     | Vendég       | Kiírás             | Gólok        | Esemény      |
| ------------ | ---------------- | -------------------------- | ------------ | ------------ | ------------ | ------------------ | ------------ | ------------ |
|              | 1996. július 21. | Orlando, Citrus Bowl (USA) | Nigéria      | 1 – 0        | Magyarország | olimpiai D csoport | -            |              |
|              | 1996. július 23. | Miami, Orange Bowl (USA)   | Brazília     | 3 – 1        | Magyarország | olimpiai D csoport | -            |              |
|              | 1996. július 25. | Orlando, Citrus Bowl (USA) | Japán        | 3 – 2        | Magyarország | olimpiai D csoport | -            |              |
|              | Összesen         |                            |              | -            | mérkőzés     |                    | -            | gól          |